# لايتنج (برمجيات)
مشروع لايتنج هو امتداد يقوم بإضافة وظائف التقويم والجدولة إلى موزيلا ثندربرد. تم إعلانه في 22 ديسمبر، 2004 ويتم حالياً تطويره من قبل مؤسسة موزيلا. لايتنج هو تقويم متوافق مع آي كاليندر.
تقوم صن ميكروسيستمز بالمشاركة في مشروع لايتنج بصورة ملحوظة لكي تقدم للمستخدمين بديل حر ومفتوح المصدر لمايكروسوفت أوفيس عن طريق دمج أوبن أوفيس.أورج وثندربيرد مع امتداد لايتنج.